# Epitaphe
Epitaphe ist eine 2016 gegründete Extreme-Metal-Band.

## Geschichte
Die Band wurde 2016 von dem Sänger Paul „PBFK“ Brousse, dem Gitarristen Laurent „LBK“ Buk, dem Schlagzeuger „VLVR“ und dem Bassisten „DRZ“ in Claix gegründet. Im Jahr 2018 erschien mit Demo MMXVII ein erstes Demoband, das vom mexikanischen Independent-Label Chaos Records herausgegeben wurde. Das Demo wurde von unterschiedlichen Webzines besprochen und mitunter als „die derzeit größte Hoffnung auf einen kompromisslosen und ungewöhnlichen Death Doom, der sich den Konventionen und Stereotypen des Subgenres verweigere“ beurteilt. An anderer Stelle wurde eine fehlende düstere Atmosphäre sowie eine mäßige Produktion bemängelt. Ein Jahr nach der Veröffentlichung des Demos erschien das Debütalbum I via Aesthetic Death Records. I beinhaltet überarbeitete, neu eingespielte und hochwertiger produzierte Versionen der Stücke des Demos, die von Rezensenten hoch gelobt wurden. So wurde die Entscheidung, das Demo erneut einzuspielen und bekannte Stücke für das Debüt zu nutzen, als mutiger und richtiger Schritt beurteilt, welcher Verbesserungen „von der Atmosphäre bis zur Musikalität“ begründete.

## Stil
Die von Epitaphe gespielte Musik gilt als Crossover aus Death Doom und Death Metal mit musikalischen Einflüssen aus dem Funeral Doom und Black Metal. Zumeist wird auf den Death Doom verwiesen, dabei wird diese Zuordnung jedoch relativiert. Unter anderem wird die Musik als Death Doom, der „mehr auf der Death-Seite des Spektrums“ läge und avantgardistisch sowie progressiv sei, bezeichnet. Eine eindeutige Genre-Zuschreibung wird für die Gruppe von Rezensenten selten vorgenommen. Eher werden Sammel- und Oberbegriffe wie Extreme Metal zur groben Einordnung der Musik bemüht. So wird I für das Webzine Grizzly Butts als „Essenz und Höhepunkt“ eines modernen Extreme Metals bezeichnet. Der unklaren Zuordnung entsprechend werden vielfältige und unterschiedliche Vergleiche gezogen. So verweisen Rezensenten auf Esoteric, Autopsy, Disembowelment, Paradise Lost, Ghoulgotha, Dark Millennium, The Chasm, Mitochondrion, Babylon Sad, Zealotry, Undersave, Blood Incantation, Paramaecium, Incantation, Dead Congregation, Chaos Echœs, The Ruins of Beverast, Inverloch, Krypts, Lecherous Nocturne und Embrace of Thorns.
Die Stücke der Band werden als „lang und episch“, jedoch als dynamische Mischung aus „langsamen, mittelschnellen und schnellen Passagen“ bezeichnet. Der meist gutturale Gesang wird zwischen Screaming und Growling variiert. Das Gitarrenspiel wird vornehmlich als „dunkel und melodisch“ wahrgenommen. In schnellen Passagen präsentiert die Band Blastbeats und Tremolo-Picking. Synthesizer werden ebenso sporadisch eingesetzt, wie das Rauschen der Verstärker, Borduneffekte und als düster bezeichnete Klangflächen.

## Diskografie
- 2018: Demo MMXVII (Demo, Chaos Records)
- 2019: I (Album, Aesthetic Death)
- 2022: II (Album, Aesthetic Death)